# Rów Świerzawy
Rów Świerzawy – niewielka jednostka geologiczna (tektoniczna) w północno-zachodniej części Sudetów, stanowiąca południowo-wschodnią część depresji północnosudeckiej o przebiegu wschód-zachód. Od północy i południa ograniczają go uskoki: Świerzawy północny i Świerzawy południowy, oddzielające rów Świerzawy od metamorfiku kaczawskiego. Od zachodu łączy się z główną częścią depresji północnosudeckiej, a od wschodu z zapadliskiem Wolbromka. Wypełniają go górnokarbońskie szare zlepieńce, piaskowce i łupki, oraz dolnopermskie (czerwony spągowiec), przeważnie czerwone, piaskowce, zlepieńce, porfiry, melafiry i ich tufy.
Pod względem geograficznym obejmuje podłoże południowej części Pogórza Kaczawskiego – zachodni fragment Rowu Świerzawskiego i część Pogórza Wojcieszowskiego oraz niewielką część Grzbietu Wschodniego Gór Kaczawskich. Fragmenty zbudowane ze skał osadowych stanowią obniżenia terenu, natomiast fragmenty zbudowane ze skał wulkanicznych tworzą wzniesienia – nastąpiła tu inwersja rzeźby terenu.